# Mujeres insumisas
Mujeres insumisas és una pel·lícula mexicana dirigida per Alberto Isaac, estrenada al cinema el 24 de novembre de 1995. Va obtenir dos Ariels d'argent i va rebre nombroses nominacions. Està basada en fets reals esdevinguts a Colima.

## Sinopsi
Cansades de la seva vida de dones submises, Ema, Clotilde i Chayo deixen enrere llur antiga vida, llurs marits i llurs infants per començar noves aventures, que les portaran de Colima a Los Angeles, per tal d'establir-se de manera independent.

## Repartiment
- Patricia Reyes Spíndola: Ema
- José Alonso: Felipe
- Lourdes Elizarrarás: Clotilde
- Regina Orozco: Chayo
- Juan Ruiz : Isabel
- Juan Claudio Retes: Homero
- Margarita Isabel: Rosa 4
- Héctor Ortega: Urtiz
- Miguel Ángel de la Cueva: Cuco
- Graciela Lara: La gitana
- Jorge Arau: Santos
- Angélica Guerrero: Cuca
- Lourdes Barajas: Azucena
- Paula Silva: Salomé
- Paco Gómez: Nacho

## Producció
Mujeres insumisas fou rodada en sis setmanes entre Comala, Guadalajara i Colima, la ciutat on Alberto Isaac va passar la seva infantesa. Serà la darrera pel·lícula del director, essencialment a causa de la crisi econòmica que assolà Mèxic aquells anys.

## Premis
En la XXXVIII edició dels Premis Ariel celebrada el 1996 va rebre dos premis: a la millor actriu (Margarita Isabel) i a la millor edició (Carlos Savage).